# الطب الدفاعي
الطب الدفاعي أو كما يسمى صنع القرار الطبي الدفاعي، ويشير إلى ممارسة التوصية بالاختبار التشخيصي أو العلاج الذي ليس بالضرورة أن يكون الخيارالأفضل للمريض. لكنه الخيار الذي يخدم أساساً. الوظيفة هي حماية الطبيب المدعى عليه من المريض. الطب الدفاعي هو رد فعل لارتفاع تكاليف أقساط التأمين و سوء التصرف والتحيز للمرضى على المقاضاة لتأخر التشخيص أو العلاج ولكن ليس لكونه مبالغة في التشخيص. الأطباء في الولايات المتحدة هم الأكثر عرضة لخطر المقاضاة، بالرغم من أن المبالغة في العلاج هو أمر شائع. ازداد عدد الدعاوى القضائية ضد الأطباء في الولايات المتحدة الأمريكية خلال العقود الماضية، وكان له تأثير كبير على سلوك الأطباء والعيادات الطبية. طلب الأطباء الاختبارات وتجنبوا علاج مرضى والأمراض العالية المخاطر من أجل الحد من تعرضهم لدعاوى قضائية، أو الاضطرارللتوقف عن ممارسة الطب بسبب أقساط التأمين المرتفعة للغاية. [1] وقد أصبح هذا السلوك المعروف باسم الطب الدفاعي، «انحرافا عن ممارسة الطب المشار إليه في المقام الأول بتهديد المسؤولية».

## أشكال الطب الدفاعي
يأخذ الطب الدفاعي شكلين رئيسيين: سلوك الضمان وسلوك التهرب. ويشمل سلوك الضمان تقاضي وخدمات إضافية غير ضرورية من أجل:
أ) الحد من النتائج السلبية.
ب)ردع المرضى من تقديم مطالب التعويض الطبية
ج) تقديم الأدلة الموثوقة في أن تتم الممارسة وفقا لمعيار الرعاية، بحيث إذا بدأت في المستقبل الإجراءات القانونية، والمسؤولية تكون قد استبقتها . يحدث سلوك التهرب عندما يرفض المقدمون المشاركة في إجراءات المخاطر العالية أو الظروف.

### أمثلة
في عام 2004، أثارت قضية الدكتور دانيال ميرينيستن مناقشة مكثفة في المجالات العلمية ووسائل الإعلام على الطب الدفاعي (على سبيل المثال، [2] [3]) في أعقاب توجيهات عدة منظمات وطنية تحظى بالاحترام، شرح ميرينيستن للمريض إيجابيات وسلبيات اختبار مستضد البروستات المعين (PSA) ، بدلاً من مجرد طلب الاختبار. ثم توثيقها كقرار مشترك لأجل الاختبار. وفي وقت لاحق، تم تشخيص المريض على أنه غير قابل للشفاء من سرطان البروستات وانه في مرحلة متقدمة، واقيمت دعوى قضائية ضد ميرينيستن لعدم طلبه الاختبار. وعلى الرغم من براءة ميرينيستن، تم جعله مسؤولا عن 1000000 $ [4] ومنذ هذه المحنة، قال انه فيما يتعلق بمرضاه كما ذكرالمدعين المحتملين: «أنا هنا من أجل المزيد من الاختبارات الآن، أنا أكثر عصبية حول المرضى: أنا لم اعد الطبيب الذي يجب أن يكون». [5] وفي الدراسة مع 824 من الجراحين الأمريكين، وأطباء التوليد، وغيرهم من المتخصصين في خطر كبير من التقاضي، أفاد 93٪ من الذين يمارسون الطب الدفاعي، كالأمر الطبقي المحوري الذي لا حاجه له، الخزعات، والرنين المغناطيسي، وتفرض المزيد من المضادات الحيوية من الناحية الطبية المشار إليها. [1] في سويسرا، التقاضي أقل شيوعا، وبنسبة 41٪ من الممارسين العامين و 43٪ من الباطنية، وذكرت أنها أحيانا أو كثيرا ما يوصي باختبارات PSA لأسباب قانونية. [6] إن ممارسة الطب الدفاعي تعبر عن نفسها أيضا في التناقضات بين ما يوصي الأطباء العلاج للمرضى، وما يوصي عائلاتهم. في سويسرا، على سبيل المثال، فإن معدل استئصال الرحم في عموم السكان 16٪، وبين زوجات الأطباء والطبيبات هو 10٪ فقط. [7]

## الأثار المالية المترتبة على عملية صنع القرار الطبي الدفاعي
انتشر صنع القرار الطبي الدفاعي في مناطق عديدة من الطب السريري وينظر إليه على أنه عامل رئيسي في ارتفاع تكاليف الرعاية الصحية، تقدر بعشرات المليارات من الدولارات سنويا في الولايات المتحدة الأمريكية. [8] تحليل عينة عشوائية من 1452 أظهرت مطالبات التعويض المغلقة من خمس شركات تأمين المسؤولة في الولايات المتحدة أن متوسط الوقت بين الإصابة والقرارهو 5 سنوات. [9] كانت تكاليف التعويض 376 مليون $، وكلفت إدارة الدفاع 73 مليون $، مما أدى إلى ارتفاع التكاليف الإجمالية 449 مليون $. وكانت التكاليف العامة للنظام باهظة: وقد ذهبت 35٪ من مدفوعات التعويض لمحامي المدعين، وجنبا إلى جنب مع تكاليف الدفاع، بلغ إجمالي تكاليف التقاضي 54٪ من التعويض المدفوع للمدعين.

## عواقب لرعاية المريض
تقوم الحجج النظرية على المنفعة ويتلخص من ذلك في أن الطب الدفاعي، في المتوسط، ضارعلى المرضى. وغالبا ما ينظر لدعاوى سوء التصرف كآلية لتحسين نوعية الرعاية، ولكن مع المسؤولية المبنية على العرف، فإنها في الواقع تعرقل ترجمة الأدلة في الممارسة العملية وإيذاء المرضى وتقليل نوعية الرعاية. قانون المسؤولية التقصيرية في العديد من البلدان والولايات القضائية ليس فقط ميول ولكنه نشاط يعاقب الأطباء الذين يمارسون الطب القائم على الأدلة. [11]

## صنع القرار الدفاعي في المجالات الأخرى
صنع القرار الدفاعي لا يحدث فقط في مجال الرعاية الصحية ولكن يحدث أيضا في مجال الأعمال والسياسة. على سبيل المثال، مدراء الشركات الدولية الكبيرة يقومون باتخاذ القرارات الدفاعية من ثلث إلى نصف الحالات، وفي المتوسط [12] هذا يعني، ان هؤلاء المدراء يتبعون الخيارات التي هي ثاني أفضل لشركاتهم ولكنها تحميهم في حالة حدوث خطأ ما.